# プリンセス神戸
プリンセス神戸（プリンセスこうべ）は、兵庫県に住む女性を対象としたミスコンテスト。

## 概要
プリンセスの兵庫版である。プリンセス全国展開の一環として2012年より開催された。

## 表彰項目
- グランプリ
- 準グランプリ
- 特別賞
- PV賞
- スポンサー賞

## 過去出場者
- 橋本いずみ（2013年グランプリ、PV賞）
- 稲咲アンナ（2013年準グランプリ、Facebook賞）
- 荒西皐月（2012年グランプリ、PV賞）
- 金月瞳（2012年準グランプリ）
- 中川友希（2012年特別賞）